# Crying Freeman
Crying Freeman är en mangaserie av Kazuo Koike och Ryoichi Ikegami, ursprungligen publicerad 1986-1988 om en yrkesmördare som gråter över sina offer. På svenska har mangan publicerats i tidningen Cobra. 1988 blev mangan också OVA-anime.
Crying Freeman har även blivit spelfilm - se Crying Freeman (film).